# Kim U-gil
Kim U-gil   (17 d'octubre de 1949) és un boxejador nord-coreà, ja retirat, que va competir durant la dècada de 1970.
El 1972 va prendre part en els Jocs Olímpics d'Estiu de Múnic, on guanyà la medalla de plata en la categoria del pes minimosca, en perdre la final contra l'hongarès György Gedó. En el seu palmarès també destaca una medalla de bronze als Jocs Asiàtics de 1974.